# 筆林站
筆林站（英語：Penshurst Station）是雪梨城市鐵路的東郊及伊拉瓦拉線的一個沿線車站，它服務悉尼的的一個住宅區—麼谷。它有一個島形月台，即使車站標示兩個月台都是用作兩個方向，但這都只是緊急用途。

## 歷史
筆林站在1886年開幕，但官方無詳細的開幕日期資料。

## 月台服務
大部份時間每小時會在2班列車，星期一至五的繁忙時間會加設班次。

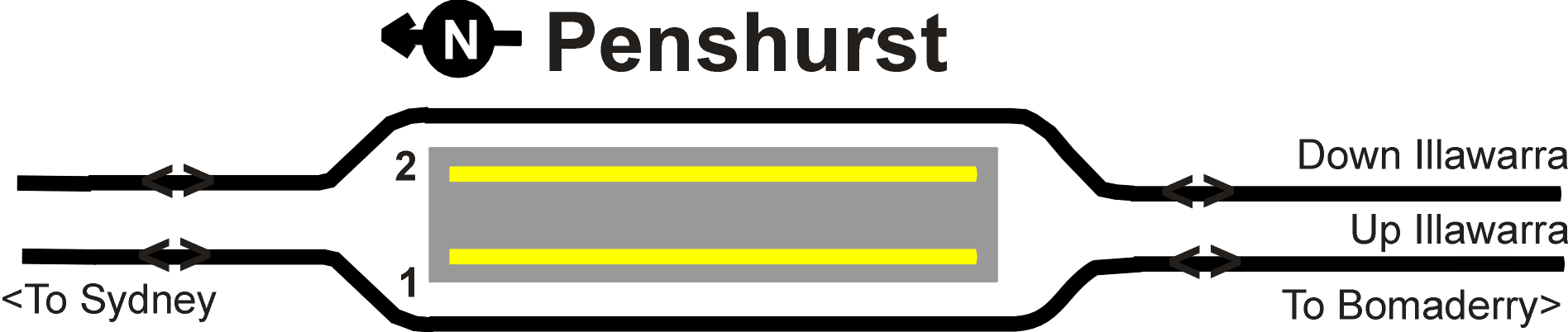
筆林站路軌圖。

1號月台
- 東郊及伊拉瓦拉線 — 往邦迪聯運。

2號月台
- 東郊及伊拉瓦拉線 — 往瀑布。

### 傷殘人士設施
車站設有升降機來往月台、大堂及路面，亦設有傷殘人士洗手間。但要注意的是，車站並不會在所有辦工時間內有職員當值。

## 外部連結
| 往都會區 | 往都會區 | 路線             | 往外城 | 往外城 |
| 好士維   | ←        | 東郊及伊拉瓦拉線 | →      | 麼底   |

1. ↑  Bureau of Transport Statistics.  (PDF). Transport NSW.   [12 July 2018]. （原始内容存档 (PDF)于2020-02-28）.
2. ↑  . City Rail.   [28 June 2009]. （原始内容存档于2011-12-01）.